# Daniel Gafford
Daniel Gafford (El Dorado, 1º ottobre 1998) è un cestista statunitense.

## Carriera
Dopo due stagioni trascorse con gli Arkansas Razorbacks, nel 2019 si dichiara eleggibile per il Draft NBA, venendo chiamato con la 38ª scelta assoluta dai Chicago Bulls.
Il 25 marzo 2021 viene coinvolto in una trade che lo vede finire ai Washington Wizards insieme al compagno di squadra Chandler Hutchison.
Durante la Trade Deadline della stagione 2023-24 viene scambiato ai Dallas Mavericks in cambio di Richaun Holmes. Ha fatto registrare il maggior numero di canestri consecutivi senza errori a partire dal 1969, 33 su 33, andando vicino al record assoluto di Wilt Chamberlain, 35 canestri consecutivi.

## Statistiche
| * | Record |

### NCAA
| Anno      | Squadra         | PG | PT | MP   | TC%  | 3P% | TL%  | RP  | AP  | PRP | SP  | PP   |
| --------- | --------------- | -- | -- | ---- | ---- | --- | ---- | --- | --- | --- | --- | ---- |
| 2017-2018 | Ark. Razorbacks | 35 | 26 | 22,6 | 60,5 | -   | 52,8 | 6,2 | 0,7 | 0,5 | 2,2 | 11,8 |
| 2018-2019 | Ark. Razorbacks | 32 | 32 | 28,7 | 66,0 | -   | 59,1 | 8,7 | 0,7 | 0,9 | 2,0 | 16,9 |
| Carriera  | Carriera        | 67 | 58 | 25,5 | 63,5 | -   | 56,2 | 7,4 | 0,7 | 0,7 | 2,1 | 14,3 |

#### Massimi in carriera
- Massimo di punti: 32 vs Louisiana State (12 gennaio 2019)[4]
- Massimo di rimbalzi: 16 vs Alabama (9 marzo 2019)
- Massimo di assist: 4 vs Oral Roberts (19 dicembre 2017)
- Massimo di palle rubate: 3 (2 volte)
- Massimo di stoppate: 7 (2 volte)
- Massimo di minuti giocati: 37 vs Louisiana State (12 gennaio 2019)

### NBA

#### Regular Season
| Anno      | Squadra          | PG  | PT  | MP   | TC%  | 3P% | TL%  | RP  | AP  | PRP | SP  | PP   |
| --------- | ---------------- | --- | --- | ---- | ---- | --- | ---- | --- | --- | --- | --- | ---- |
| 2019-2020 | Chicago Bulls    | 43  | 7   | 14,2 | 70,1 | -   | 53,3 | 2,5 | 0,5 | 0,3 | 1,3 | 5,1  |
| 2020-2021 | Chicago Bulls    | 31  | 11  | 12,4 | 69,0 | -   | 65,9 | 3,3 | 0,5 | 0,4 | 1,1 | 4,7  |
| 2020-2021 | Wash. Wizards    | 23  | 0   | 17,7 | 68,1 | -   | 67,2 | 5,6 | 0,5 | 0,7 | 1,8 | 10,1 |
| 2021-2022 | Wash. Wizards    | 72  | 53  | 20,1 | 69,3 | 0,0 | 69,9 | 5,7 | 0,9 | 0,4 | 1,4 | 9,4  |
| 2022-2023 | Wash. Wizards    | 78  | 47  | 20,6 | 73,2 | -   | 67,9 | 5,6 | 1,1 | 0,4 | 1,3 | 9,0  |
| 2023-2024 | Wash. Wizards    | 45  | 45  | 26,5 | 69,0 | -   | 70,6 | 8,0 | 1,5 | 1,0 | 2,2 | 10,9 |
| 2023-2024 | Dallas Mavericks | 29  | 21  | 21,5 | 78,0 | -   | 60,7 | 6,9 | 1,6 | 0,7 | 1,9 | 11,2 |
| 2024-2025 | Dallas Mavericks | 57  | 31  | 21,5 | 70,2 | -   | 68,9 | 6,8 | 1,4 | 0,4 | 1,8 | 12,3 |
| Carriera  | Carriera         | 378 | 215 | 19,8 | 70,9 | 0,0 | 67,2 | 5,6 | 1,1 | 0,5 | 1,5 | 9,3  |

#### Play-off
| Anno     | Squadra          | PG | PT | MP   | TC%   | 3P% | TL%  | RP  | AP  | PRP | SP  | PP   |
| -------- | ---------------- | -- | -- | ---- | ----- | --- | ---- | --- | --- | --- | --- | ---- |
| 2021     | Wash. Wizards    | 5  | 2  | 23,4 | 84,6* | -   | 62,5 | 5,8 | 0,6 | 1,0 | 2,0 | 11,8 |
| 2024     | Dallas Mavericks | 22 | 22 | 20,2 | 63,4  | -   | 63,1 | 5,5 | 0,7 | 0,3 | 1,5 | 9,0  |
| Carriera | Carriera         | 27 | 24 | 20,8 | 67,1  | -   | 62,9 | 5,6 | 0,7 | 0,4 | 1,6 | 9,5  |

#### Massimi in carriera
- Massimo di punti: 25 vs Atlanta Hawks (5 aprile 2023)[5]
- Massimo di rimbalzi: 13 vs Orlando Magic (31 marzo 2023)
- Massimo di assist: 5 vs Golden State Warriors (13 febbraio 2023)
- Massimo di palle rubate: 4 vs Cleveland Cavaliers (25 aprile 2021)
- Massimo di stoppate: 8 vs Oklahoma City Thunder (26 novembre 2021)
- Massimo di minuti giocati: 36 vs Miami Heat (28 dicembre 2021)

### G League
| Anno      | Squadra          | PG | PT | MP   | TC%  | 3P% | TL%  | RP  | AP  | PRP | SP  | PP   |
| --------- | ---------------- | -- | -- | ---- | ---- | --- | ---- | --- | --- | --- | --- | ---- |
| 2019-2020 | Windy City Bulls | 3  | 3  | 28,8 | 80,0 | -   | 16,7 | 7,7 | 0,7 | 2,0 | 2,7 | 16,7 |
| Carriera  | Carriera         | 3  | 3  | 28,8 | 80,0 | -   | 16,7 | 7,7 | 0,7 | 2,0 | 2,7 | 16,7 |